# Rugby Nice Côte d'Azur
Ne doit pas être confondu avec le Racing Rugby Club de Nice, club disparu en 2001.
Ne doit pas être confondu avec le Stade niçois rugby, club créé en 2012.
Maillots
Le Rugby Nice Côte d'Azur, également connu en tant que Rugby Nice Côte d'Azur Université-Racing, est un club français de rugby à XV, basé à Nice.
Créé en 2001 à la suite de la disparition du Racing Rugby Club de Nice, il disparaît 10 ans plus tard. Le club du Stade niçois rugby est par la suite créé.

## Histoire
Après la liquidation judiciaire du Racing Rugby Club de Nice en janvier 2001, le Nice Université Club, autre club de la ville fondé en 1967, s'associe à celui du Nice Rugby Club. La nouvelle entité est par la suite connue en tant que Rugby Nice Côte d'Azur. Débutant en division Honneur, elle grimpe dans la hiérarchie du rugby français jusqu'à la Fédérale 1.
En mai 2012, une rétrogradation administrative en Fédérale 3 est prononcée par la commission d'appel de la Fédération française de rugby ; le club est finalement placé en liquidation judiciaire le mois suivant.

## Identité visuelle

### Logo

Évolution du logo

## Palmarès
- Coupe René Crabos :
  - Seizième de finaliste : 2009

## Infrastructures
- Le club comprend une section féminine, le Nice Université Racing Rugby Club.
- Le club comprend une école de rugby[4].

## Personnalités du club

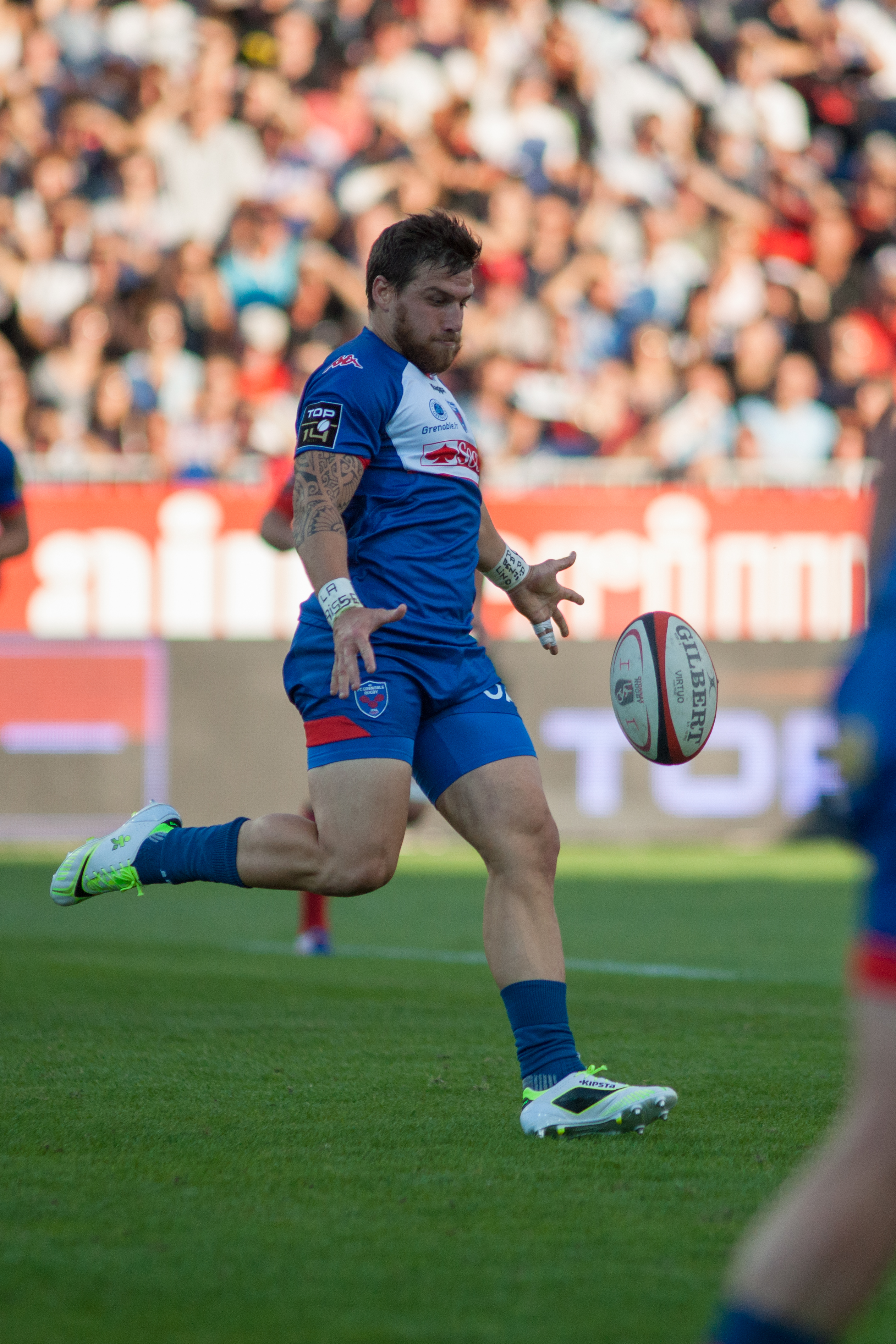
Julien Caminati
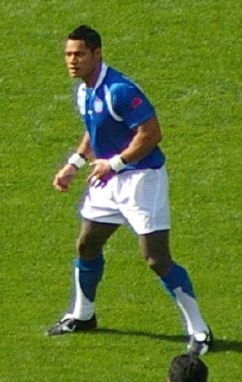
Lome Fa'atau
- Grant Hil
- Will Johnson
- Dan Luger
- Mark McHugh

- Julien Caminati
- Lome Fa'atau